# Korkeakoski (Kotka)
Pour les articles homonymes, voir Korkeakoski.
Korkeakoski est un quartier de Kotka en Finlande.

## Présentation
Korkeakoski est situé du côté est du bras Korkeakoskenhaara du fleuve Kymijoki.
Korkeakoski tire son nom de la chute Korkeakoski de 12 mètres du Kymijoki. 
L'habitat de Korkeakoski est constitué de petites maisons. 
Le paysage est dominé par le Kymijoki et par la centrale hydroélectrique achevée en 1906 à la chute Korkeakoski. 
Korkeakoski abrite la cartonnerie de Korkeakoski de Sonoco Alcore Oy et l'usine de Karhula de Stora Enso Oyj.
Les services ont diminué dans les quartiers de Korkeakoski et de Kierikkala dans les années 1990 et 2000.
La plupart des services se trouvent maintenant à Karhula à 3 kilomètres. 
La zone en dessous de la centrale hydroélectrique de Korkeakoski est une zone de pêche fluviale populaire.

## Transports
La gare de Kymi est située à Korkeakoski, d'où partent des liaisons ferroviaires urbaines vers Kotka et Kouvola. 
De plus, il y a des liaisons de bus régulières de Korkeakoski au centre de Kotka, Kotkansaari, Karhula et Laajakoski.

## Galerie

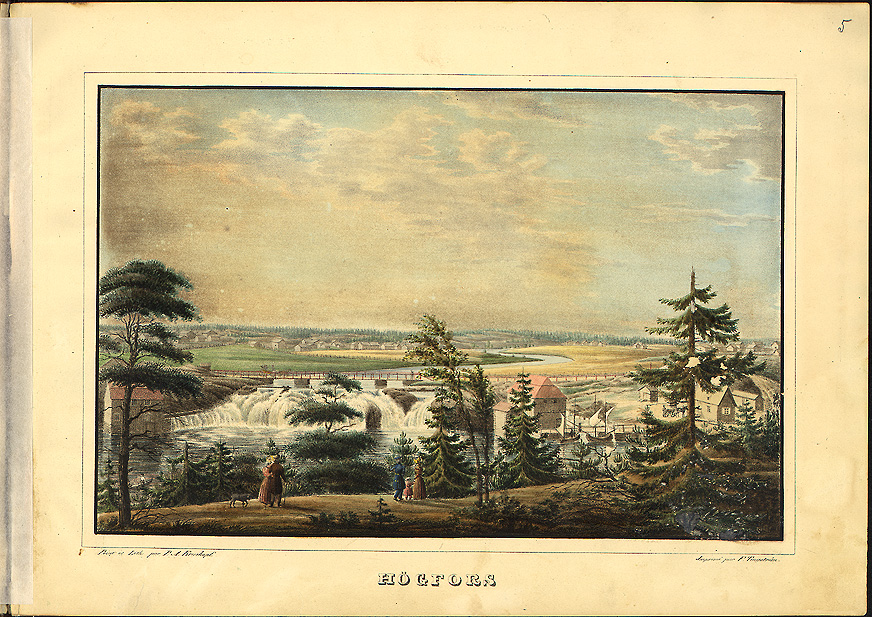
Korkeakoski en 1837.